# تاريخ الجدول الدوري

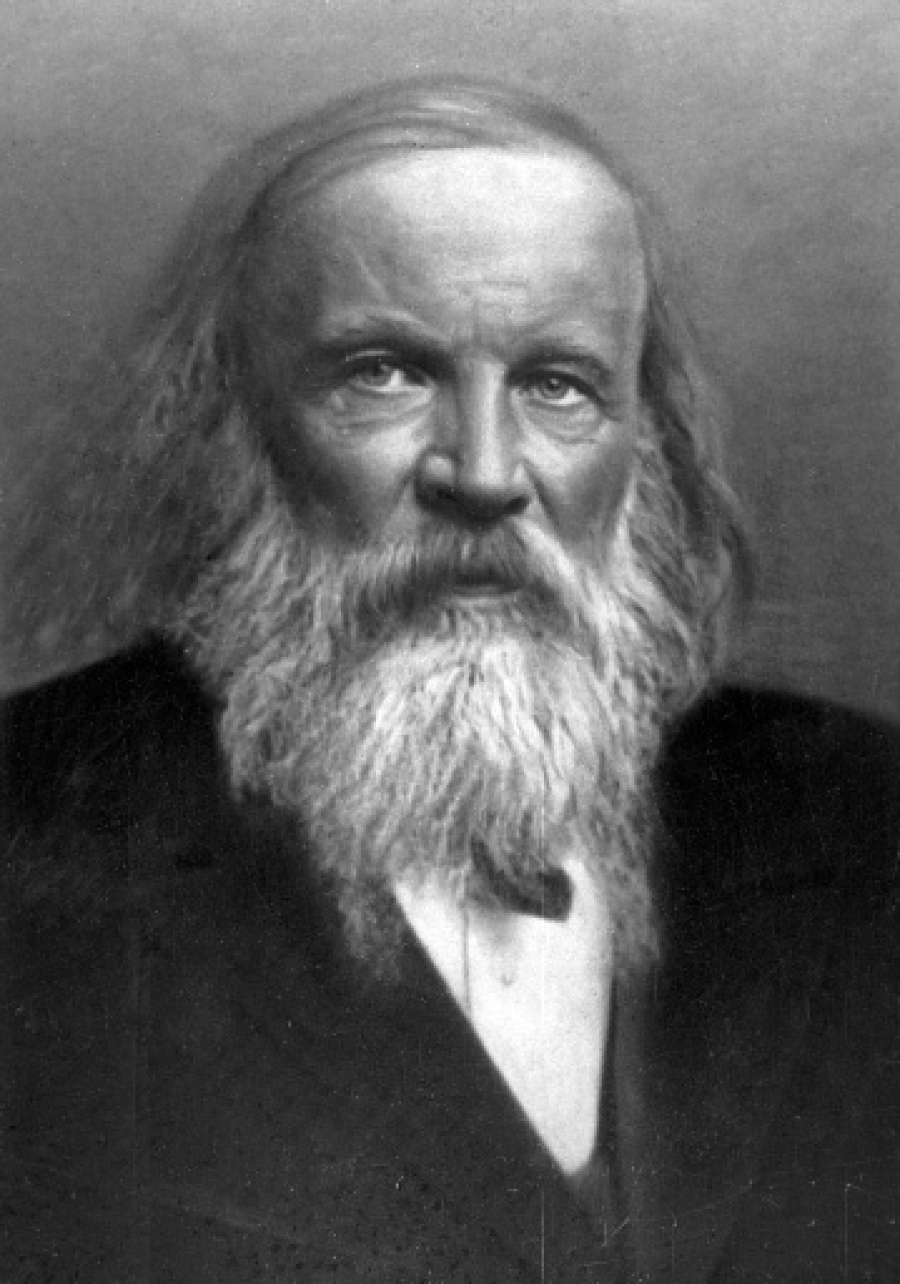

تعرف الناس على العناصر الكيميائية مثل الذهب والفضة والنحاس منذ القدم، حيث ان هذه العناصر توجد في الطبيعة ويسهل الحصول عليها بالوسائل البدائية. وقد كان أرسطو الفيلسوف الاغريقي قد افترض نظرية تنص على أن كل شيء حولنا يتركب من خليط من واحد أو أكثر من الأربعة عناصر الآتية: النار، الهواء، التراب والماء. وبعد اختلاط هذه العناصر ينتج منها أي شيء نراه.
هينيغ براند كان أول من اكتشف عنصر جديد. فقد كان براند تاجر ألماني على وشك الإفلاس وكان يبحث عن حجر الفلاسفة «المفترض أنه باستخدام هذا الحجر يتم تحويل المعادن الرخيصة إلى ذهب»، وقد كان يجرى تجارب على البول الآدمى عام 1669 واستطاع فصل مادة بيضاء لامعة قام بإطلاق اسم فوسفور عليها، وقد أبقى اكتشافه هذا سريا حتى عام 1680، حينما إكتشفه روبرت بويل وعندها أصبح الفوسفور معروفا. وبحلول عام 1809، كان عدد العناصر التي تم اكتشافها 47 عنصر. وبزيادة عدد العناصر بدأ العلماء في ملاحظة تكرارية في كيفية حدوث التفاعلات الكيميائية وبدؤوا في التفكير في طريقة لترتيب العناصر.

## أنطوان لافوازييه
لافوازييه كان أول من قام بعمل كتاب حديث في الكيمياء «دراسات أولية في الكيمياء» والذي ترجم إلى الإنجليزية عام 1789 عن طريق روبرت كير. ويحتوى على قائمة بالعناصر، أو المواد التي لم يمكن تفصيلها لمواد أصغر في وقتها، وتحتوى على الأكسجين والنيتروجين والهيدروجين والفوسفور والزنك والزئبق والكبريت. كما أنه قد كون التصور الأول لقائمة العناصر. كما أن كتابه يحتوى أيضا على الضوء والذي يعتبر كمادة منفصلة للدراسة فيما بعد. وبينما رفض معظم الكيميائيون المعاصرين للعالم لافوازييه فكرة كتابه، إلا أنه كان يحتوى على معلومات علمية صحيحة بالكيفية التي جعلت الأجيال اللاحقة تستعين به. وهذا التصور قسم العناصر إلى فلزات ولا فلزات ولهذا لم يتم قبوله.

## قانون الثلاثيات
عام 1817 لاحظ جون دوبرينير أن السترانشيوم له خواص تشابه كل من الكالسيوم والباريوم كما أن وزنه الذري يقع بينهما. وقد قام بعمل مجموعة تضم هذه العناصر الثلاثة وسماها ثلاثية. وقد إتضح لدوبرينير من ذلك أن الطبيعة تتكون من ثلاثيات من العناصر. واستدل أن في أي ثلاثية للعناصر يكون العنصر المتوسط في الثلاثية تكون كتلته الذرية هي متوسط كتلتي العنصريين الأخرى ين. ومن خلال هذا القانون، اكتشف دوبرينير ثلاثية الهالوجينات التي تتكون من الكلور، والبروم، واليود، كما اكتشف أيضا ثلاثية الفلزات القلوية والتي تتكون من الليثيوم، والصوديوم، والبوتاسيوم.
وأصبحت نظرية الثلاثيات محل الدراسة. وتتبع أعمال دوبرينير عدد من العلماء واكتشفوا أن العلاقة الكيميائية بين العناصر تتعدى الترتيب الثلاثي الذي إفترضه دوبرينير. وخلال هذا الوقت تم اكتشاف الفلور وإضافته لمجموعة الهالوجينات، واكتشف أيضا الأكسجين، الكبريت، السيلينيوم، والتيلوريوم وتم وضعهم في مجموعة، وبذلك أصبحت رباعيتين «مع مجموعة الهالوجينات». كما تم اكتشاف النيتروجين، الفوسفور، الأنتيموان، والبزموث وقد تم ترتيبهم في خماسية.

## ألكسندر إيميل بيجو دى شانوريه
ألكسندر إيميل بيجو دى شانوريه، كان جيولوجي فرنسي وأول من لاحظ وجود دورية للعناصر - العناصر المتشابهه تقع في نفس الدورات لو تم ترتيبها حسب كتلتها الذرية. وقد قام باقتراح أول شكل للجدول الدوري، والذي كان يسمى telluric helix. حيث يتم ترتيب العناصر في شكل حلزوني بعد ترتيبها حسب كتلتها الذرية. وقد لاحظ دى شانوريه أن العناصر تترتب عموديا. وقد تم اقتراحه هذا عام 1862، وتم استخدامه جيولوجيا أكثر من استخدامه كيميائيا، ولم يكن يحتوى على شكل منظم وبالتالى لم يتلق الاهتمام الكافى حتى بدأت أعمال ديمتري مندليف

## ثمانيات نيولاندز
كان جون نيولاندز كيميائي إنجليزي والذي قدم بحث عام 1863 وقام فيه بتقسيم العناصر التي تم اكتشافها إلى وقته والتي بلغت 56 عنصر إلى 8 مجموعات والتي كانت تعتمد على تشابهه الخواص الفيزيائية. وقد لاحظ أن عديد من أزواج العناصر المتشابهه تتواجد تكرارية من ثمانية عناصر مرتبة حسب وزنها الذري.
قام نيولاند باقتباس أفكار دوبرينير وطورها. كما قام أيضا بترتيب العناصر بالكتلة والخواص. وكانت أعمال دوبرينير على المجموعات الصغيرة بينما نيولاندز كان يفكر في عمل علاقة بين جميع العناصر.
كما قام نيولاندز بترتيب العناصر المعروفة في جدول حسب الوزن الذري. وبعمل ذلك لاحظ وجود إتجاه معين يتكرر، وهذا الإتجاه يقوم بتقسيم العناصر إلى مجموعات من سبعة عناصر. كما لاحظ أن العنصر الأول في كل مجموعة يتشابه مع العنصر الأول في المجموعات التي تليه، ونفس الشئ في العنصر الثاني وهكذا. وبالتشابه مع السلم الموسيقى الذي يتكون من ثمانيات، أطلق على اكتشافه اسم قانون الثمانيات.
كما لاحظ نيولاندز أيضا أن السيليكون والقصدير جزء من ثلاثية لا يعرف العنصر الناقص فيها، ولكنه توقع وجود عنصر وزنه الذري 73، وقد سبقت توقعات مندليف للجيرمانيوم بستة أعوام، ولكنه لم يترك مكان فارغ للعناصر التي لم تكتشف بعد في جدوله.
وقد لاقت أفكار نيولاندز السخرية والاستهزاء من معاصريه، ولكن تم تكريمه أخيرا بمعرفة المجمع الملكي بميدالية دايفى عام 1887.

## الجدول الدوري الأول
كان الكيميائي الروسي الصربي المولد ديمتري مندليف أول العلماء في عمل جدول دوري مشابه للذى نستخدمه الآن. قام مندليف بترتيب العناصر طبقا كتلتها الذرية. في 6 مارس 1869، قام بعرض بحث تجريبى أمام المجمع الكيميائي الروسي بعنوان أعتماد خواص العناصر على الكتلة الذرية وتم نشر جدول مندليف في جريدة روسية غير معروفة، ولكن تم إعادة نشره في المجلة الألمانية Zeitschrift für Chemie في عام 1869.
وقد تم نشر جدول مندليف قبل شهور قليلة من نشر الأبحاث المستقلة للكيميائي الألماني يوليوس لوثر ماير والذي قام بنشر جدول معدل مشابه لجدول مندليف عام 1864. وقد توقع مندليف اكتشاف عناصر أخرى وأشار إليها وأشار إلى كتلها الذرية، كما ترك أماكن فارغة للعناصر التي كان يتوقع انها ستكتشف. لم يحتوى جدول مندليف الغازات النبيلة نظرا لأنها لم تكن قد اكتشفت بعد.

## هنري موزلي
في عام 1913 وجد هنري موزلي وجود علاقة بين الطول الموجي بأشعة إكس للعناصر مع رقمها الذري. وقد كانت الارقام الذرية قبل ذلك مجرد أرقام عشوائية مبنية على كتل العناصر الذرية. وقد أظهر اكتشاف موزلي أن الرقم الذري ليست مبهمة ولكن لها أساس علمي لمعرفتها.
أظهرت أبحاث موزلي أيضا أن هناك فجوة بجانب الأرقام الذرية 43 و 61، وهي الآن كل من العنصرين التكنيشيوم والبروميثيوم على الترتيب. وهذه العناصر لا تتواجد في الطبيعة بمفردها. وباتباع خطوات مندليف قام موزلي أيضا بتوقع اكتشاف عناصر جديدة.

## معرض الصور

Various attempts to construct a comprehensive formalization
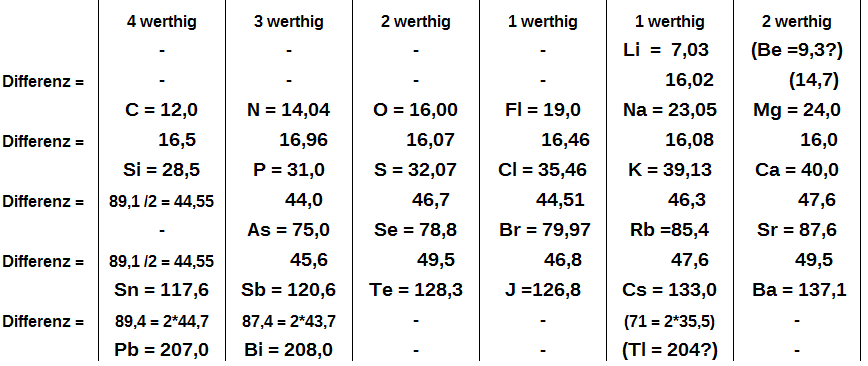
Meyer's periodic table, published in "Die modernen Theorien der Chemie", 1864
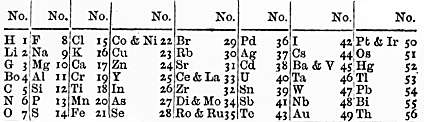
Newlands's law of octaves, 1866
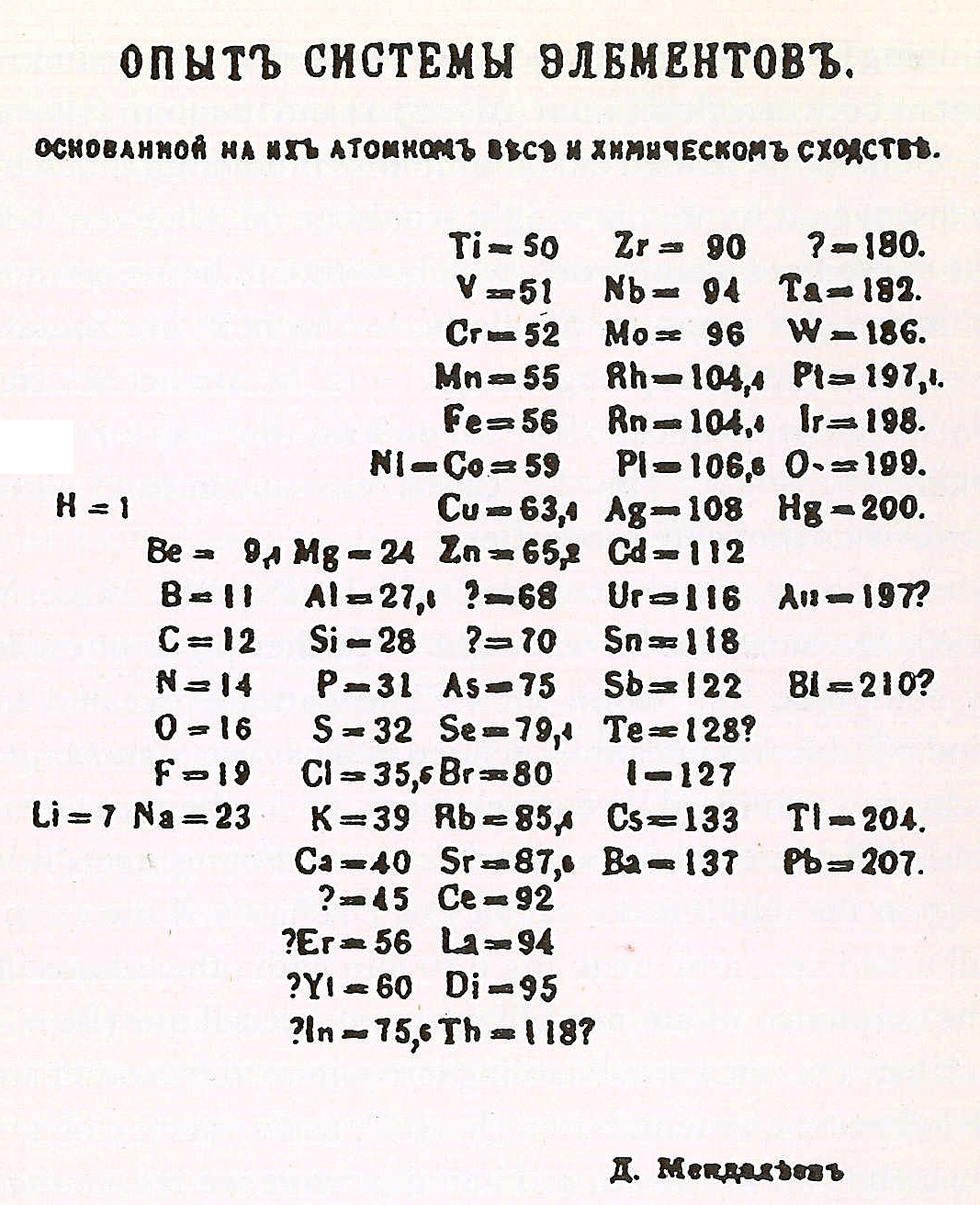
Mendeleev's first Attempt at a system of elements, 1869
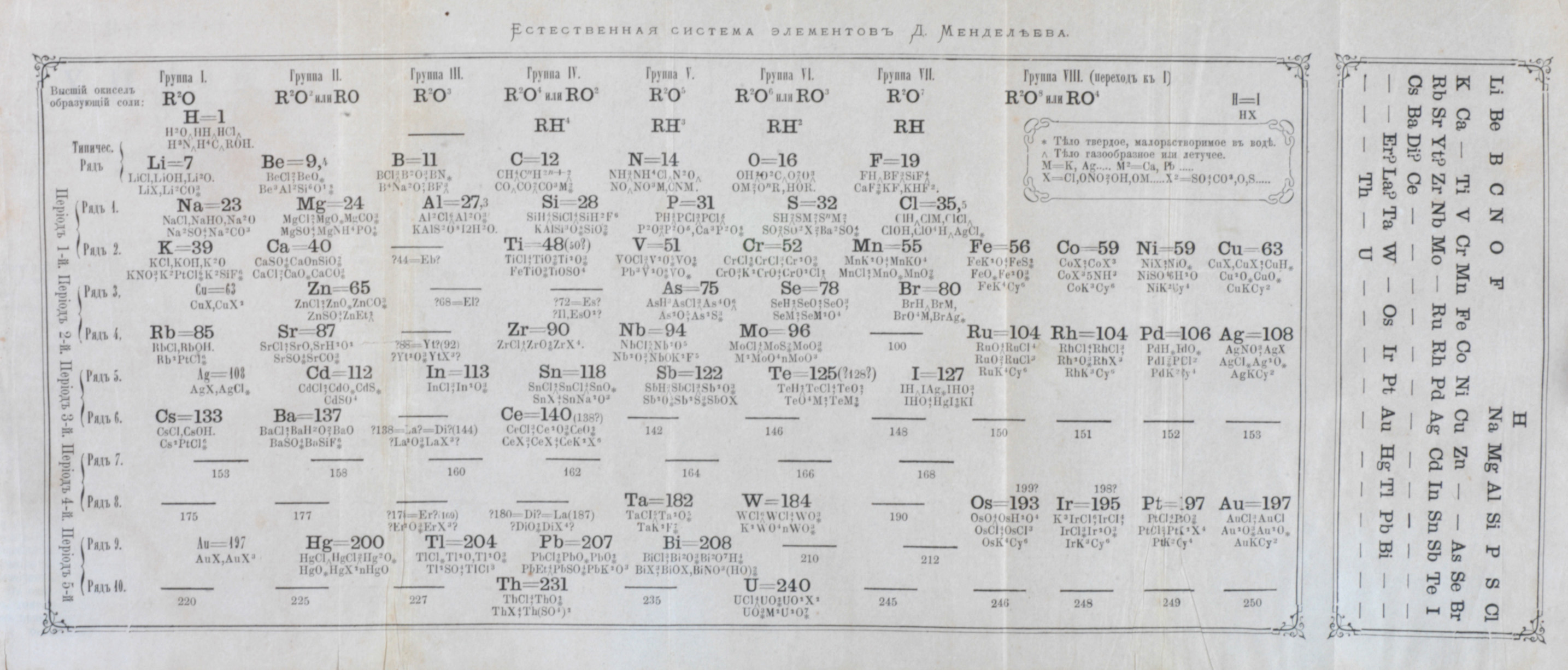
Mendeleev's Natural system of the elements, 1870
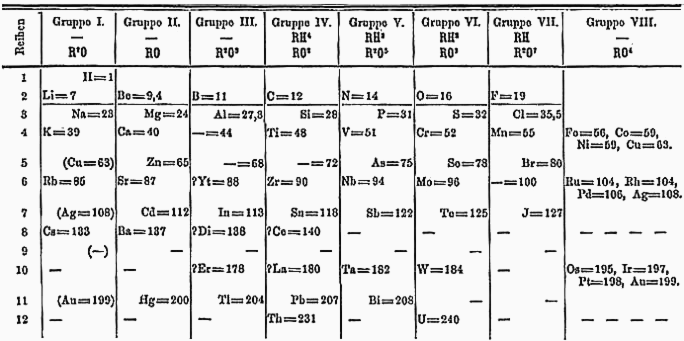
Mendeleev's periodic table, 1871
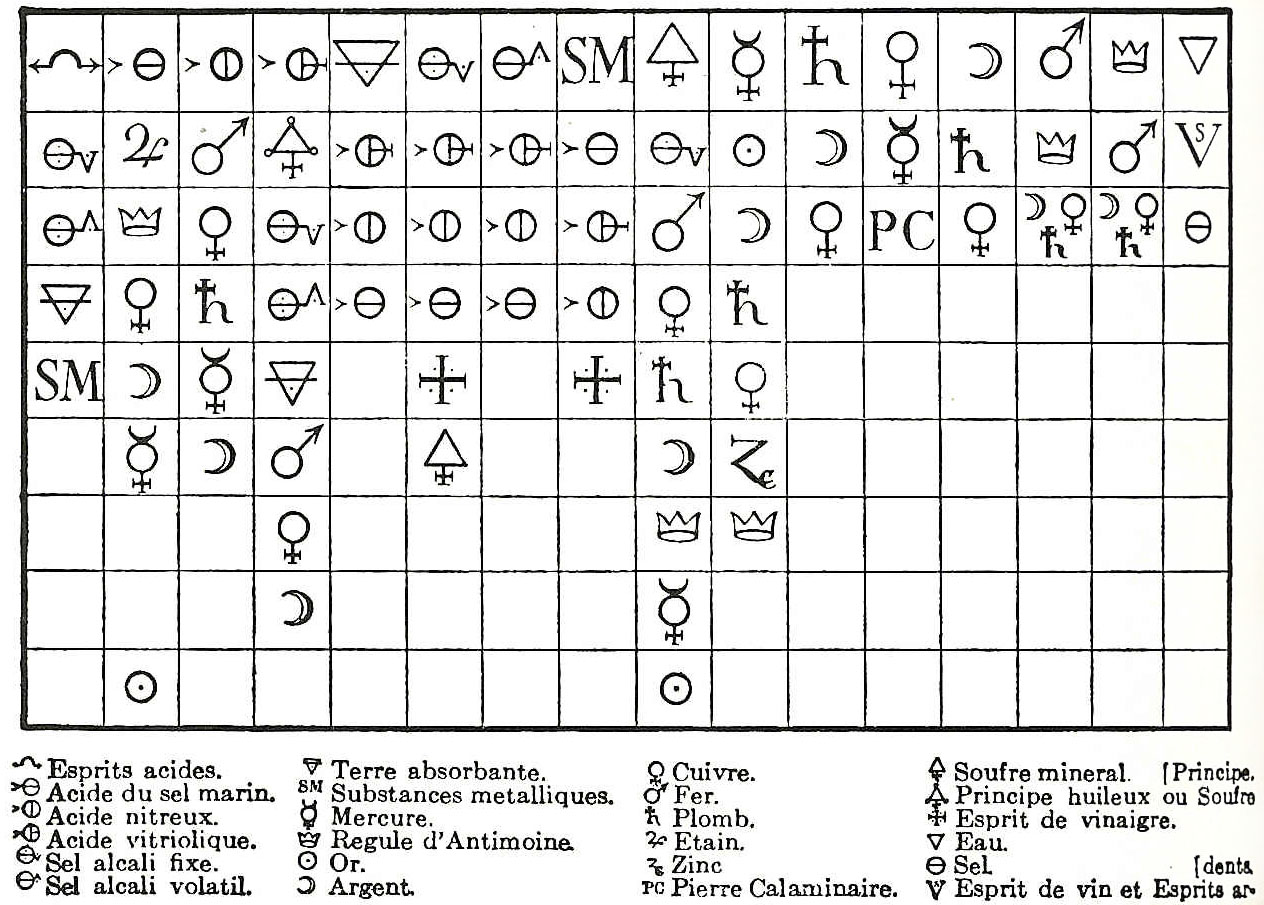
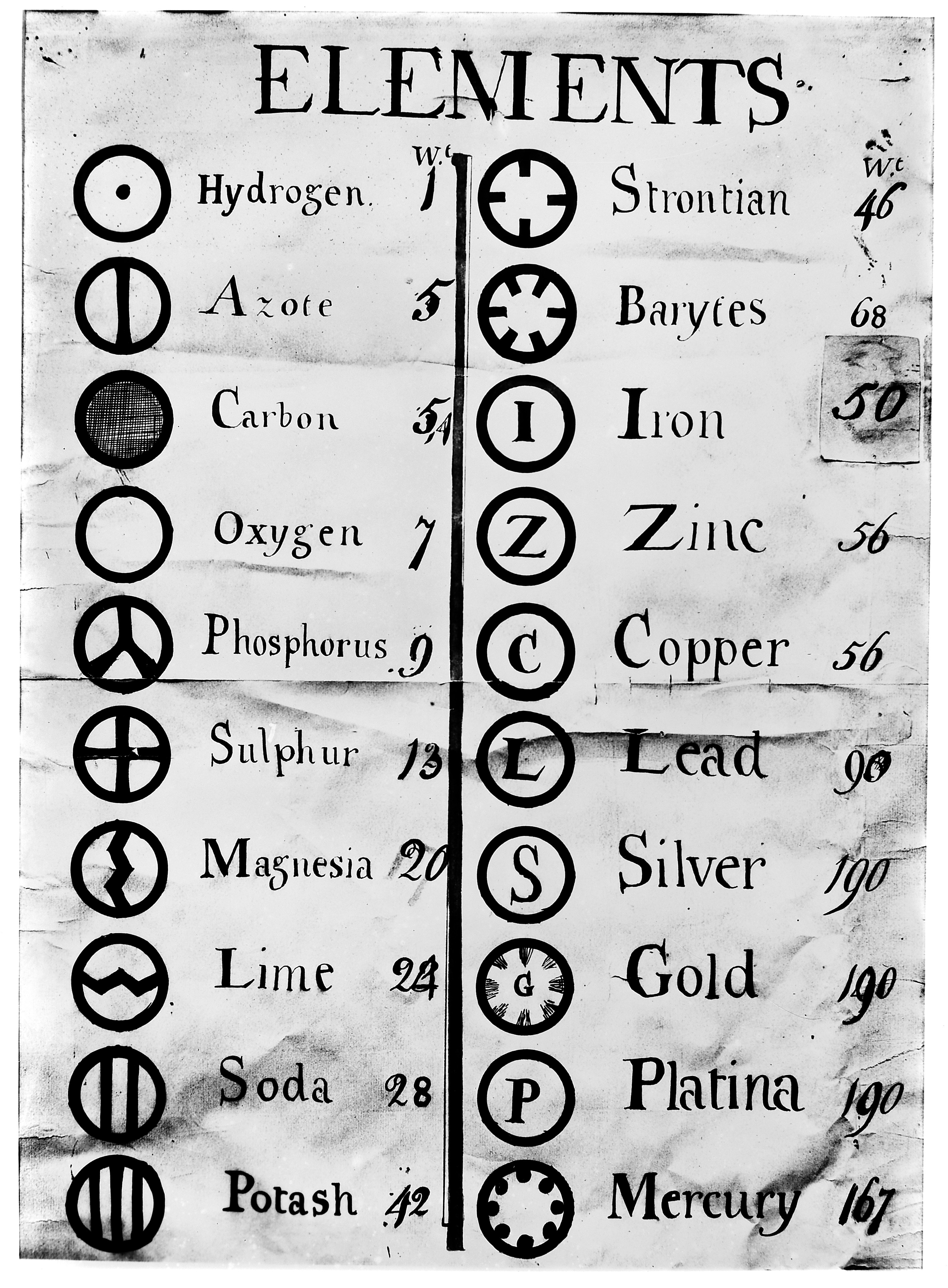

## انظر ايضا
- تاريخ الكيمياء
- Periodic systems of small molecules
- The Mystery of Matter: Search for the Elements (PBS film)  [لغات أخرى]‏
- ترتيب زمني لاكتشاف العناصر الكيميائية
- جداول دورية بديلة